# Петар Бало
Петар Бало (серб. Петар Бало; нар. 4 червня 1988, Сента, Воєводина) — сербський борець греко-римського стилю, дворазовий чемпіон та бронзовий призер Середземноморських чемпіонатів.

## Життєпис
Боротьбою почав займатися з 1996 року.
Виступав за спортивний клуб «Пролетер» Зренянин. Тренери — Ласло Зорго (з 1996), Стоян Добрев (з 2014). Чотириразовий чемпіон Сербії з греко-римської боротьби (2008, 2011, 2014, 2016).

## Спортивні результати на міжнародних змаганнях

### Виступи на Чемпіонатах світу
| Змагання                        | Збірна | Вагова категорія                 | Місце |
| ------------------------------- | ------ | -------------------------------- | ----- |
| Чемпіонат світу з боротьби 2010 | Сербія | греко-римська боротьба, до 84 кг | 13    |
| Чемпіонат світу з боротьби 2011 | Сербія | греко-римська боротьба, до 84 кг | 22    |
| Чемпіонат світу з боротьби 2014 | Сербія | греко-римська боротьба, до 80 кг | 27    |
| Чемпіонат світу з боротьби 2015 | Сербія | греко-римська боротьба, до 80 кг | 14    |
| Чемпіонат світу з боротьби 2016 | Сербія | греко-римська боротьба, до 80 кг | 23    |

### Виступи на Чемпіонатах Європи
| Змагання                         | Збірна | Вагова категорія                 | Місце |
| -------------------------------- | ------ | -------------------------------- | ----- |
| Чемпіонат Європи з боротьби 2010 | Сербія | греко-римська боротьба, до 84 кг | 21    |
| Чемпіонат Європи з боротьби 2011 | Сербія | греко-римська боротьба, до 84 кг | 10    |
| Чемпіонат Європи з боротьби 2012 | Сербія | греко-римська боротьба, до 84 кг | 31    |
| Чемпіонат Європи з боротьби 2014 | Сербія | греко-римська боротьба, до 80 кг | 15    |
| Чемпіонат Європи з боротьби 2016 | Сербія | греко-римська боротьба, до 85 кг | 22    |
| Чемпіонат Європи з боротьби 2017 | Сербія | греко-римська боротьба, до 80 кг | 15    |

### Виступи на Європейських іграх
| Змагання              | Збірна | Вагова категорія                 | Місце |
| --------------------- | ------ | -------------------------------- | ----- |
| Європейські ігри 2015 | Сербія | греко-римська боротьба, до 80 кг | 17    |

### Виступи на Середземноморських чемпіонатах
| Змагання                                     | Збірна | Вагова категорія                 | Місце  |
| -------------------------------------------- | ------ | -------------------------------- | ------ |
| Середземноморський чемпіонат з боротьби 2010 | Сербія | греко-римська боротьба, до 84 кг | 7      |
| Середземноморський чемпіонат з боротьби 2011 | Сербія | вільна боротьба, до 84 кг        | Бронза |
| Середземноморський чемпіонат з боротьби 2011 | Сербія | греко-римська боротьба, до 84 кг | 7      |
| Середземноморський чемпіонат з боротьби 2014 | Сербія | греко-римська боротьба, до 80 кг | Золото |
| Середземноморський чемпіонат з боротьби 2016 | Сербія | греко-римська боротьба, до 80 кг | Золото |

### Виступи на інших змаганнях
| Змагання                                                         | Збірна | Вагова категорія                 | Місце  |
| ---------------------------------------------------------------- | ------ | -------------------------------- | ------ |
| Олімпійський кваліфікаційний турнір з боротьби 2008 (Роме-Остія) | Сербія | греко-римська боротьба, до 74 кг | 25     |
| Гран-прі Словенії з боротьби 2011                                | Сербія | греко-римська боротьба, до 84 кг | Бронза |
| Золотий Гран-прі з боротьби 2011 (Сомбатгей)                     | Сербія | греко-римська боротьба, до 84 кг | 25     |
| Турнір Дана Колова — Николи Петрова 2012                         | Сербія | греко-римська боротьба, до 84 кг | 14     |
| Золотий Гран-прі з боротьби 2012 (Сомбатгей)                     | Сербія | греко-римська боротьба, до 84 кг | 23     |
| Олімпійський кваліфікаційний турнір з боротьби 2012 (Софія)      | Сербія | греко-римська боротьба, до 84 кг | 18     |
| Турнір Вехбі Емре 2013                                           | Сербія | греко-римська боротьба, до 84 кг | 17     |
| Відкритий чемпіонат Загреба з боротьби 2014                      | Сербія | греко-римська боротьба, до 85 кг | Срібло |
| Золотий Гран-прі з боротьби 2014 (Сомбатгей)                     | Сербія | греко-римська боротьба, до 80 кг | 15     |
| Міжнародний турнір Любомира Івановича-Гедзи 2014                 | Сербія | греко-римська боротьба, до 80 кг | Золото |
| Золотий Гран-прі з боротьби 2014 (Баку)                          | Сербія | греко-римська боротьба, до 80 кг | 9      |
| Відкритий чемпіонат Загреба з боротьби 2015                      | Сербія | греко-римська боротьба, до 80 кг | 9      |
| Гран-прі FILA 2015                                               | Сербія | греко-римська боротьба, до 80 кг | 11     |
| Міжнародний турнір Любомира Івановича-Гедзи 2015                 | Сербія | греко-римська боротьба, до 85 кг | 7      |
| Меморіал Іона Корнеану 2015                                      | Сербія | греко-римська боротьба, до 80 кг | Бронза |
| Гран-прі Загреба з боротьби 2016                                 | Сербія | греко-римська боротьба, до 85 кг | Срібло |
| Гран-прі Угорщини з боротьби 2016                                | Сербія | греко-римська боротьба, до 85 кг | 9      |
| Міжнародний турнір Любомира Івановича-Гедзи 2016                 | Сербія | греко-римська боротьба, до 85 кг | Срібло |
| Олімпійський кваліфікаційний турнір з боротьби 2016 (Стамбул)    | Сербія | греко-римська боротьба, до 85 кг | 20     |
| Гран-прі Загреба з боротьби 2017                                 | Сербія | греко-римська боротьба, до 80 кг | 9      |
| Гран-прі Угорщини з боротьби 2017                                | Сербія | греко-римська боротьба, до 80 кг | 19     |

### Виступи на змаганнях молодших вікових груп
| Змагання                                       | Збірна               | Вагова категорія                 | Місце |
| ---------------------------------------------- | -------------------- | -------------------------------- | ----- |
| Чемпіонат Європи з боротьби серед кадетів 2004 | Сербія та Чорногорія | греко-римська боротьба, до 58 кг | 13    |
| Чемпіонат світу з боротьби серед юніорів 2007  | Сербія               | греко-римська боротьба, до 74 кг | 15    |
| Чемпіонат Європи з боротьби серед юніорів 2008 | Сербія               | греко-римська боротьба, до 74 кг | 23    |